# Arsanilato di sodio
L'arsanilato di sodio è un composto chimico usato da principio contro la malattia del sonno e altre tripanosomiasi; fu in seguito abbandonato per la notevole tossicità. 
In vitro non esercita alcuna azione parassiticida, la quale si ritiene dovuta a prodotti di ossidazione formantisi nell’organismo. Il fegato è la sede della trasformazione del farmaco in un nuovo corpo – chiamato Tripanatoxil – che è probabilmente una tossialbumina arsenicale, dotata di attività parassiticida contro i tripanosomi e gli spirilli. Venne anche usato nella sifilide, ma ormai è completamente sostituito dagli arsenobenzoli, dagli arsenossidi e dagli antibiotici. 
Viene anche usato in alcuni stati anemici e in talune nevropatie, ma raramente, perché esistono altri arsenicali organici meglio tollerati. 

## Caratteristiche chimico-fisiche
Si presenta come una polvere cristallina bianca, inodore, con sapore acidulo, solubile in circa 6 parti di acqua a 17 °C, solubilissima in acqua bollente con reazione neutra al tornasole, insolubile in alcool. Il sale, privato della sua acqua di cristallizzazione dopo un riscaldamento di due ore a 110 °C, è solubile nell’alcool metilico. Contiene il 24,127% di arsenico metalloidico. 

## Reattività
L'arsanilato di sodio, dopo gli arsenobenzoli, è il meno stabile dei composti d’arsenico usati in terapia. Si divide facilmente in arseniato sodico e anilina e tanto più prontamente quanto più alta è la temperatura e maggiore la concentrazione della soluzione. Sotto l'influenza di un clima tropicale può subire, anche allo stato secco cristallino, una decomposizione spontanea che lo trasforma in composti altamente tossici (anidride arseniosa, acido arsenico). Nella preparazione di soluzioni per uso ipodermico bisogna usare acqua bollita fredda e tindallizzare.

## Tossicità
I sintomi tossici consistono in fortissimi dolori addominali, intensi crampi, nausea e vomito, diarrea, raffreddamento delle estremità, stranguria, lipotimia, eruzioni cutanee, gravi disturbi oculari ed anche cecità. Questi ultimi accidenti sono abbastanza frequenti e furono oggetto di numerose ricerche che stabilirono trattarsi di una nevrite ottica: si possono presentare anche per dosi non altissime e sono, in parte almeno, da attribuire a speciale intolleranza individuale.